# عالم مفتوح

صورة من إحدى ألعاب العالم المفتوح أساسنز كريد.

العالم المفتوح هو نوع من مفهوم تصميم مستوى لعبة الفيديو ، حيث يمكن للاعب التجول بحرية في العالم الافتراضي و تغيير أي عامل حسب رغبته ، هذه الجملة تصف بيئة اللعبة نفسها و تشير إلى عدم وجود بعض الحواجز المصطنعة . على الرغم من تسمية ألعاب بهذا الاسم ، فإن العديد من ألعاب العالم المفتوح لا تزال تفرض قيودا في بعض النقاط في بيئة اللعبة ، إما بسبب قيود مطلقة في تصميم لعبة أو قيود مؤقتة في داخل اللعبة (مثل المناطق المقفلة) التي تفرضها الألعاب الخطية . يتم تصميم مستويات اللعبة كمناطق مفتوحة واسعة مع العديد من الطرق للوصول إلى الهدف .
استخدمت الألعاب تصميمات العالم المفتوح منذ ثمانينيات القرن الماضي ، لكن التنفيذ العالم المفتوح في جراند ثفت أوتو 3 (لعام 2001) وضع معيارًا تم استخدامه منذ ذلك الحين.
عادةً ما تفتقر الألعاب ذات العوالم المفتوحة أو الخالية من التجوال إلى هياكل مستوية مثل الجدران والأبواب المقفلة أو الجدران غير المرئية في المناطق المفتوحة بشكل أكبر والتي تمنع اللاعب من المغامرة خارجها ؛ فقط في حدود لعبة العالم المفتوح سيكون اللاعبون مقيدون بالخصائص الجغرافية مثل المحيطات الشاسعة أو الجبال غير المرئية. لا يواجه اللاعبون عادةً شاشات تحميل شائعة في تصميمات المستوى الخطي عند التنقل في عالم اللعبة ، حيث تستخدم لعبة العالم المفتوح تقنيات التخزين والذاكرة الاستراتيجية لتحميل عالم اللعبة بطريقة ديناميكية وسلسة. لا تزال ألعاب العالم المفتوح تفرض العديد من القيود في بيئة اللعبة ، إما بسبب القيود التقنية المطلقة أو القيود في اللعبة التي يفرضها خطية اللعبة. 

## ألعاب من هذا النوع
- أساسنز كريد
- غراند ثفت أوتو
- ماين كرافت
- سكايرم
- فار كراي
- بيلي (لعبة فيديو)
- كريزي تاكسي
- سليبنج دوجز
- واتش دوغز
- ذا ويتشر
- سرقة السيارات الكبرى